# Książ (Wałbrzych)
Książ – dzielnica Wałbrzycha. Położona w okolicy wąwozu nad rzeką Pełcznicą, w Książańskim Parku Krajobrazowym. W dzielnicy znajduje się zamek Książ, który jest największym zamkiem na Śląsku, a trzecim co do wielkości w Polsce (po zamku w Malborku i Wawelu w Krakowie). W Książu znajduje się także stadnina koni Stado Ogierów Książ.
W latach 1945–54 był wsią w gromadzie Lubiechów w gminie Szczawienko; 1951–54 część Szczawna-Zdroju; 1954-1970 samodzielna wieś w gromadzie Szczawienko. 10 kwietnia 1970, po zniesieniu gromady Szczawienko wszedł w skład gromady Dziećmorowice, którą jednocześnie przekształcono w gromadę Wałbrzych. 1 stycznia 1973 (jako składowa sołectwa Lubiechów) włączony do Wałbrzycha.
Według danych z Urzędu Miejskiego w Wałbrzychu na 16 kwietnia 2014 roku dzielnice Szczawienko, Książ i Lubiechów zamieszkuje 4293 osób.
Dzielnica jest częścią miasta o charakterze turystycznym, znajduje się w niej kilka hoteli i restauracji.

## Ulice

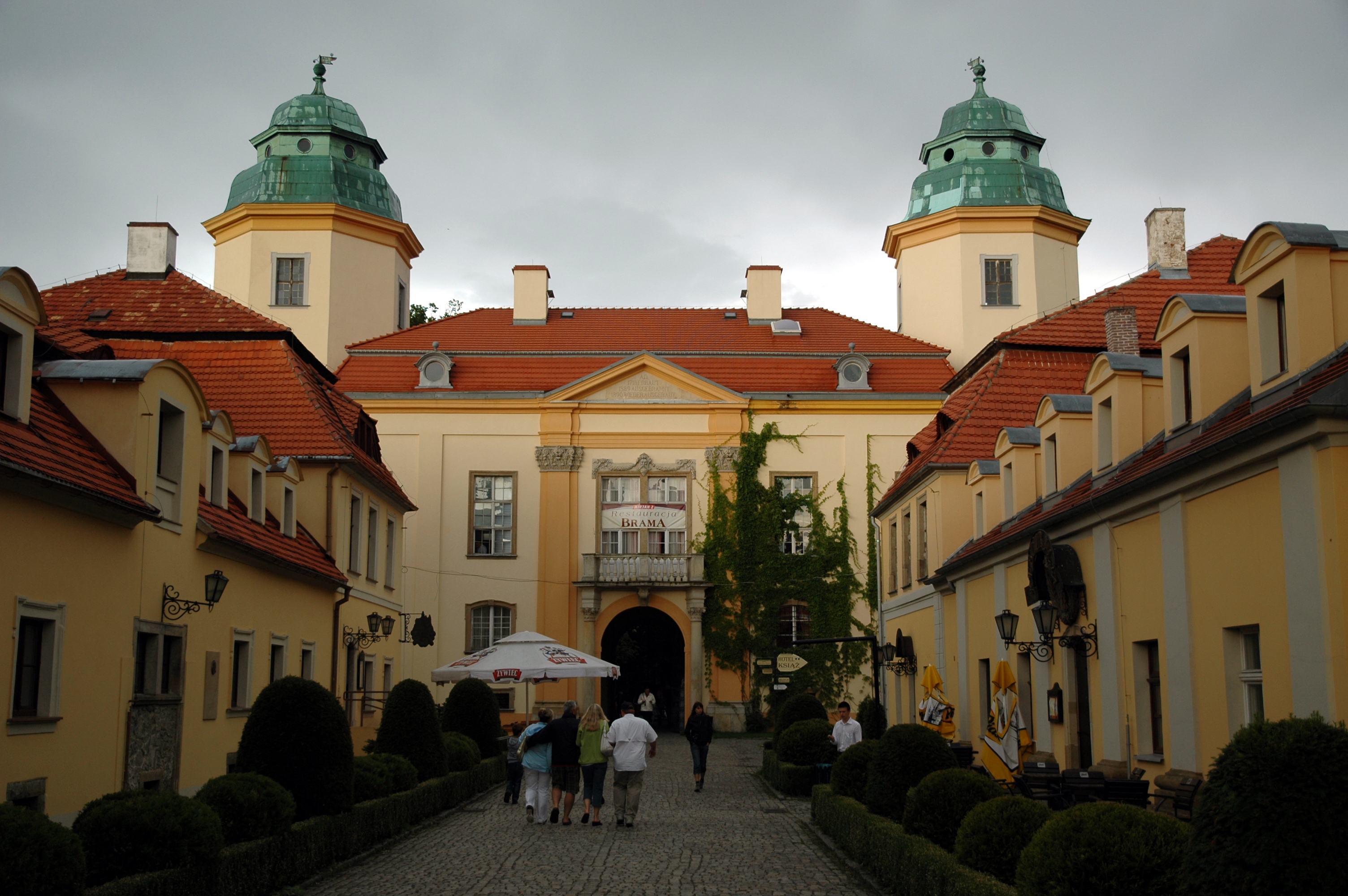
Budynek bramny oraz restauracje i po prawej budynek mieszkalny i restauracja

- ul. Jeździecka
- ul. Piastów Śląskich
- ul. Powstańców Śląskich

## Zabytki
Do wojewódzkiego rejestru zabytków wpisane są:
- zespół rezydencjonalny:
  - zamek, z k. XIII w., XV-XVII w., l. 1722-24, l. 1908-15
  - dwie oficyny, z l. 1722-24, 1910 r.
  - budynek bramny, z l. 1718-19, 1890 r.
  - budynek nr 5, d. urząd podatkowy, z XIX/XX w.
  - budynek nr 6, d. pralnia, ob. hotel „Mariówka”, z XIX/XX w.
  - budynek nr 7, d. areszt, ob. hotel, z XIX/XX w.
  - budynek nr 7 a, z bramą gospodarczą (wsch.), z XIX/XX w.
  - dawna kuźnia, z XIX/XX w.
  - mury obronne, oporowe i graniczne, z basztami, bramami, mostami i tarasami, z XVI-XX w.
  - pawilon parkowy, z l. 1732-34, 1883 r.
  - brama główna, ul. Jeździecka, z l. 1722-24
  - brama parkowa, ul. Jeździecka, z l. 1722-24
  - park przy pałacu, z XVIII-XX w.
  - założenie parkowe z budynkami:
    - park romantyczny, z XVIII-XX w.
    - kuźnia, murowano-szachulcowa, ul. Jeździecka 5, z pocz. XX w.
    - leśniczówka, murowano-szachulcowa, ul. Jeździecka 9, z pocz. XX w.
    - stodoła, murowano-szachulcowa, ul. Jeździecka, z pocz. XX w.

  - zespół stadniny koni, z 1824 r.:
    - pięć stajni
    - ujeżdżalnia
    - wozownia

  - zamek Stary Książ, ruina romantyczna, z 1794 r.
  - budynki w zespole zamku Książ → Świebodzice, ul. Wałbrzyska 44-46:
    - domy szwajcarskie: I, II
    - brama wjazdowa na teren zespołu